# يوهان برغر
يوهان برغر هو نقاش أطباق نحاسية ‏ سويسري، ولد في 31 مايو 1829 في Burg, Aargau ‏ في سويسرا، وتوفي في 2 مايو 1912 في ميونخ في ألمانيا.